# Palauli
Palauli – jeden z dystryktów Samoa. Znajduje się w południu wyspy Savaiʻi i jest rozdzielony na dwie części. Rozdziela go dystrykt Satupaʻitea. Liczba ludności w 2001 roku wyniosła 8 984 osób. Ośrodkami administracyjnymi są Vailoa i Palauli Samoa.